# ロッド・プライス
ロッド・プライス（"Hardway" Rod Price、本名：Rodney Price、1962年1月25日 ‐ ）はアメリカ合衆国のプロレスラー。カリフォルニア州ロサンゼルス出身。

## 来歴
NFLのロサンゼルス・レイダースを経て、1988年にプロレス入り。1991年7月6日、プエルトリコのWWCにおいてカリビアン・ヘビー級王座を奪取。以降はテキサス州ダラスのGWFを主戦場に、1992年8月21日にGWF北米ヘビー級王座を獲得。ジョン・テータムと組んでGWFタッグ王座も2回奪取している。
1993年2月、ケンドー・ナガサキが主宰していたNOWに初来日。以降もNOWの常連外国人となり、1994年にかけて再三来日した。1995年にはオーストリアのCWAに参戦して、トニー・セント・クレアーやデイブ・テイラーと対戦。1996年11月と1997年4月にはSPWFに来日している。
1997年はテキサスにおけるWWFのTVテーピングにも出場しており、1月20日のボーモントでの収録ではロッキー・メイビアのジョバーを務めた。同年8月からはテネシー州メンフィスのUSWAに参戦して、フラッシュ・フラナガンらと対戦した。
1998年から1999年にかけてはECWに出場。サンドマン、トミー・ドリーマー、ロブ・ヴァン・ダム、ダッドリー・ボーイズ、タズ、ニュー・ジャック、ボールズ・マホーニー、マイク・オーサムなどと対戦した。

## 得意技
- DDT[3]

## 獲得タイトル
ワールド・レスリング・カウンシル
- WWCカリビアン・ヘビー級王座：1回[4]

グローバル・レスリング・フェデレーション
- GWF北米ヘビー級王座：3回[5]
- GWFタッグ王座：2回（w / ジョン・テータム）[6]